# Esdras Edzardus
Esdras Edzardus, född 28 juni 1629, död 1 januari 1708, var en tysk orientalist.
Edzardus studerade vid flera universitet bland annat rabbinsk talmudisk litteratur hos Johann Buxtorf den yngre i Basel. Från 1656 till sin död var Edzardus verksam i Hamburg dels som framgångsrik missionär, i synnerhet bland judar, dels med att gratis undervisa studenter i grekiska, hebreiska och rabbinsk litteratur. Bland Edzardus svenska lärjungar märks bland andra Jesper Swedberg. Flera av Edzardus söner verkade i samma anda.